# Freeman River
Der Freeman River ist ein 194 km langer linker Nebenfluss des Athabasca River in Zentral-Alberta in Kanada.

## Flusslauf
Der Freeman River entspringt im Südwesten der Swan Hills, 42 km westlich der Ortschaft Swan Hills, auf einer Höhe von etwa 1120 m. Er fließt in überwiegend ostsüdöstlicher Richtung und weist entlang seinem gesamten Flusslauf ein stark mäandrierendes Verhalten mit zahlreichen engen Flussschlingen und Altarmen auf. Bei Flusskilometer 96 kreuzt der Alberta Highway 32 den Flusslauf. Ab Flusskilometer 60 folgt der Alberta Highway 33 dem Freeman River und verläuft dabei unweit dessen linken Flussufers. Der Alberta Highway 658 kreuzt den Freeman River 15 km oberhalb der Mündung. Der Freeman River mündet schließlich 1,8 km südsüdwestlich von Fort Assiniboine in den Athabasca River. Unmittelbar unterhalb der Flussmündung überquert der Alberta Highway 33 den Athabasca River. 
Im Einzugsgebiet des Freeman River befinden sich mehrere Erdöl- und Erdgaslagerstätten.

## Hydrologie
Der mittlere Abfluss (MQ) am Pegel 07AH001, 15 km oberhalb der Mündung gelegen, beträgt 8,5 m³/s. Der größte monatliche mittlere Abfluss tritt im Mai mit 27,8 m³/s auf.